# Junkerlilja

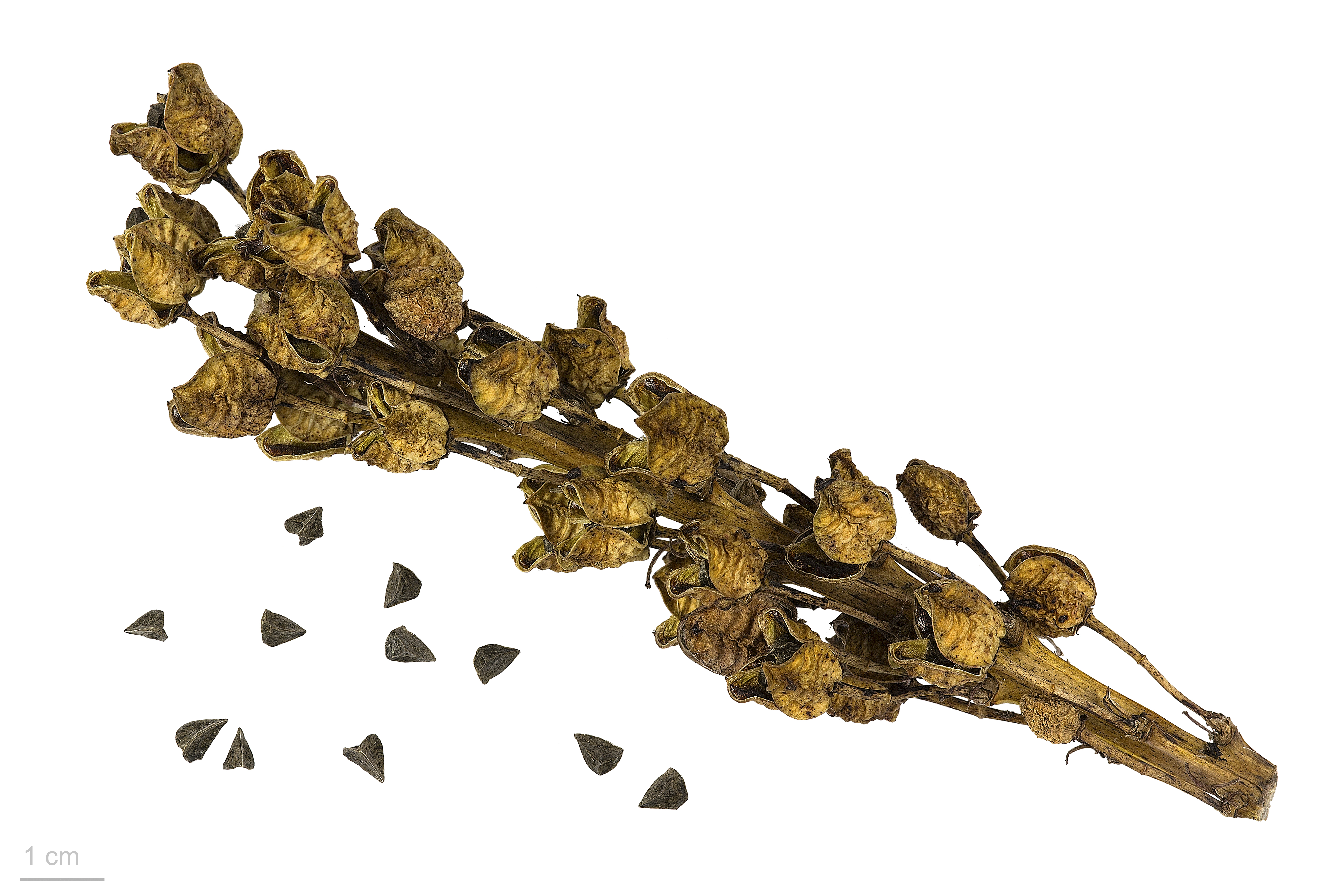
Asphodeline lutea

Junkerlilja (Asphodeline lutea) är en grästrädsväxtart som först beskrevs av Carl von Linné, och fick sitt nu gällande namn av Heinrich Gottlieb Ludwig Reichenbach. Enligt Catalogue of Life ingår Junkerlilja i släktet junkerliljor och familjen grästrädsväxter, men enligt Dyntaxa är tillhörigheten istället släktet junkerliljor och familjen grästrädsväxter. Arten har ej påträffats i Sverige. Inga underarter finns listade i Catalogue of Life.

## Bildgalleri

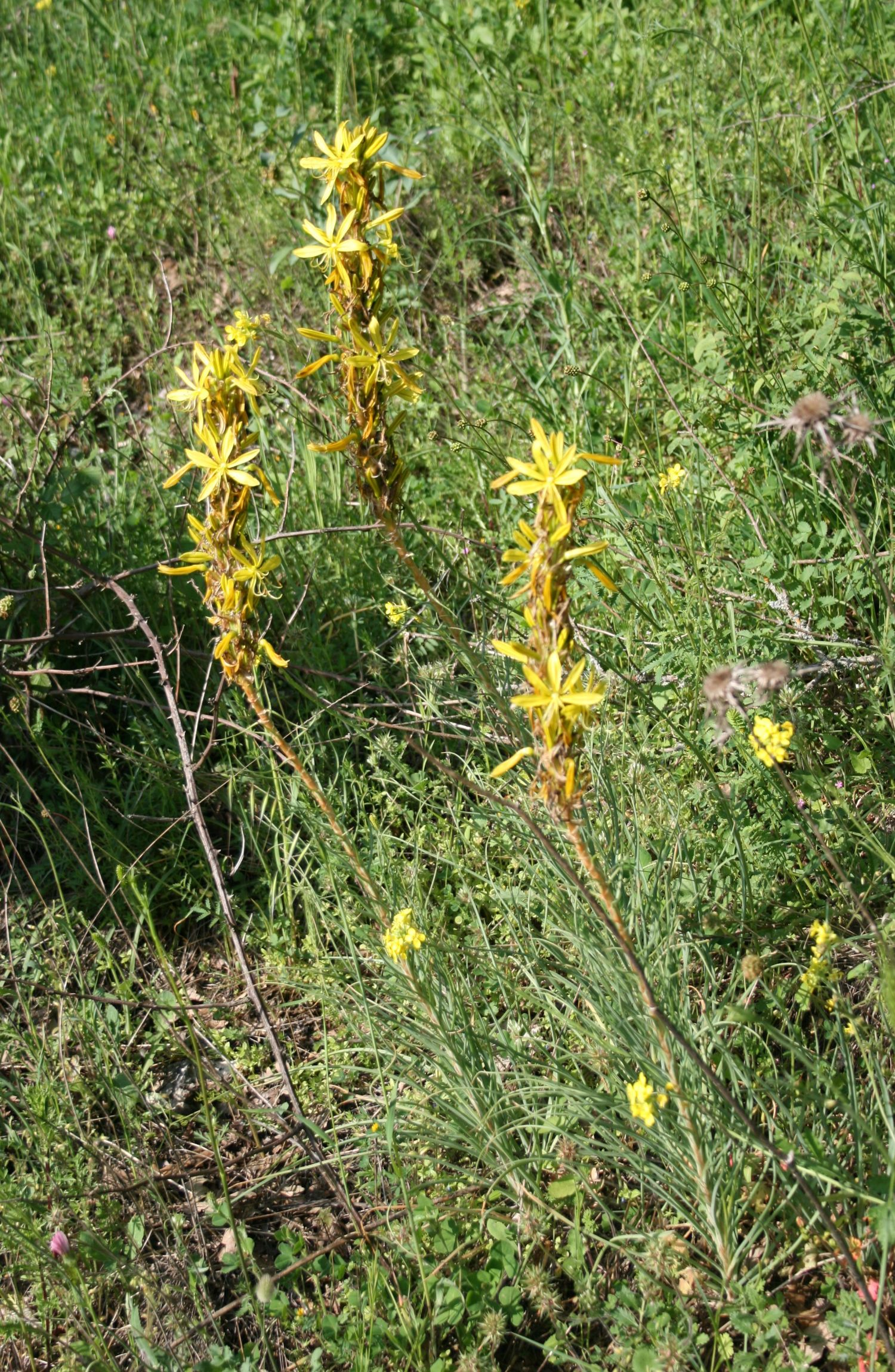
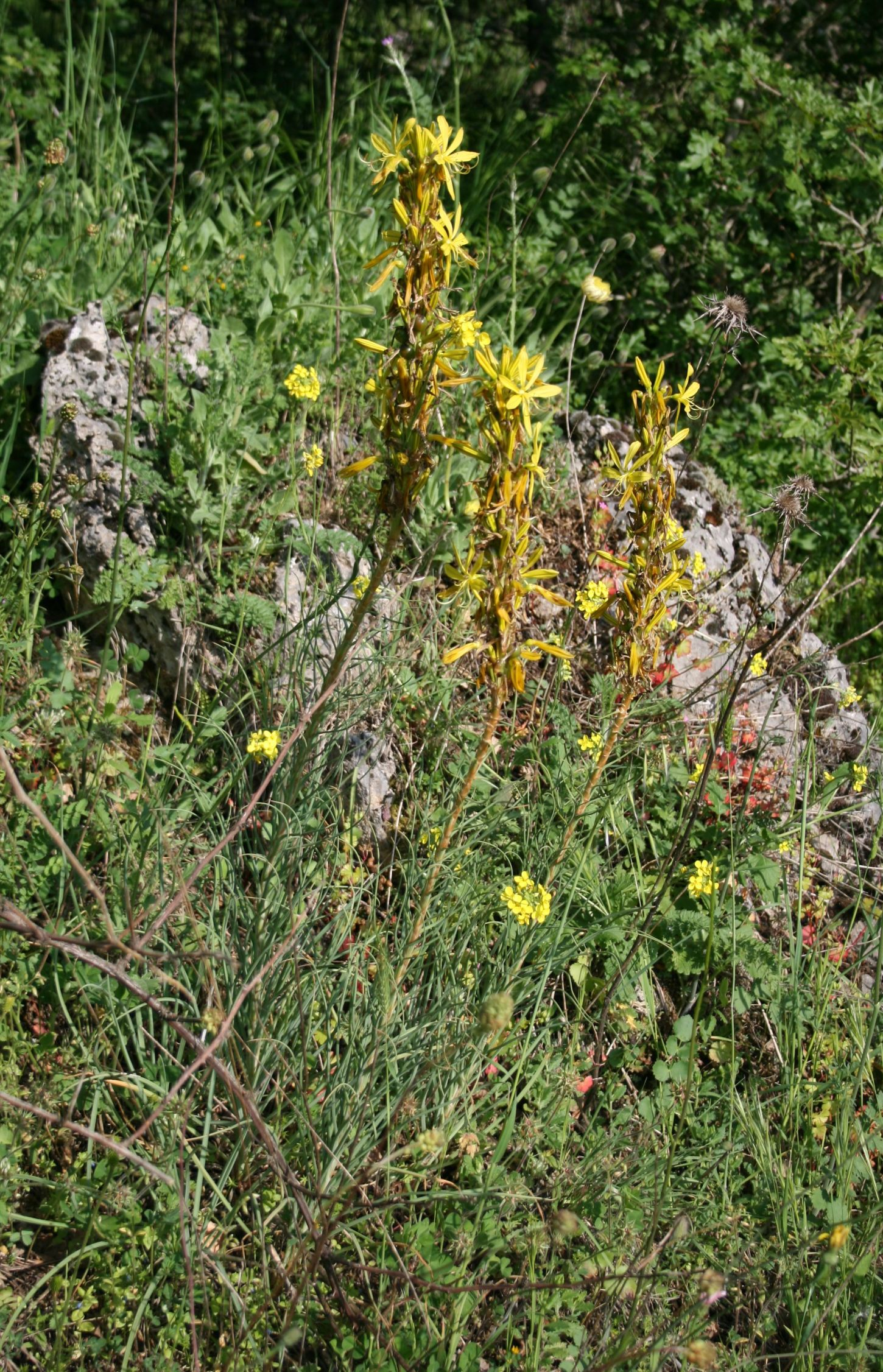
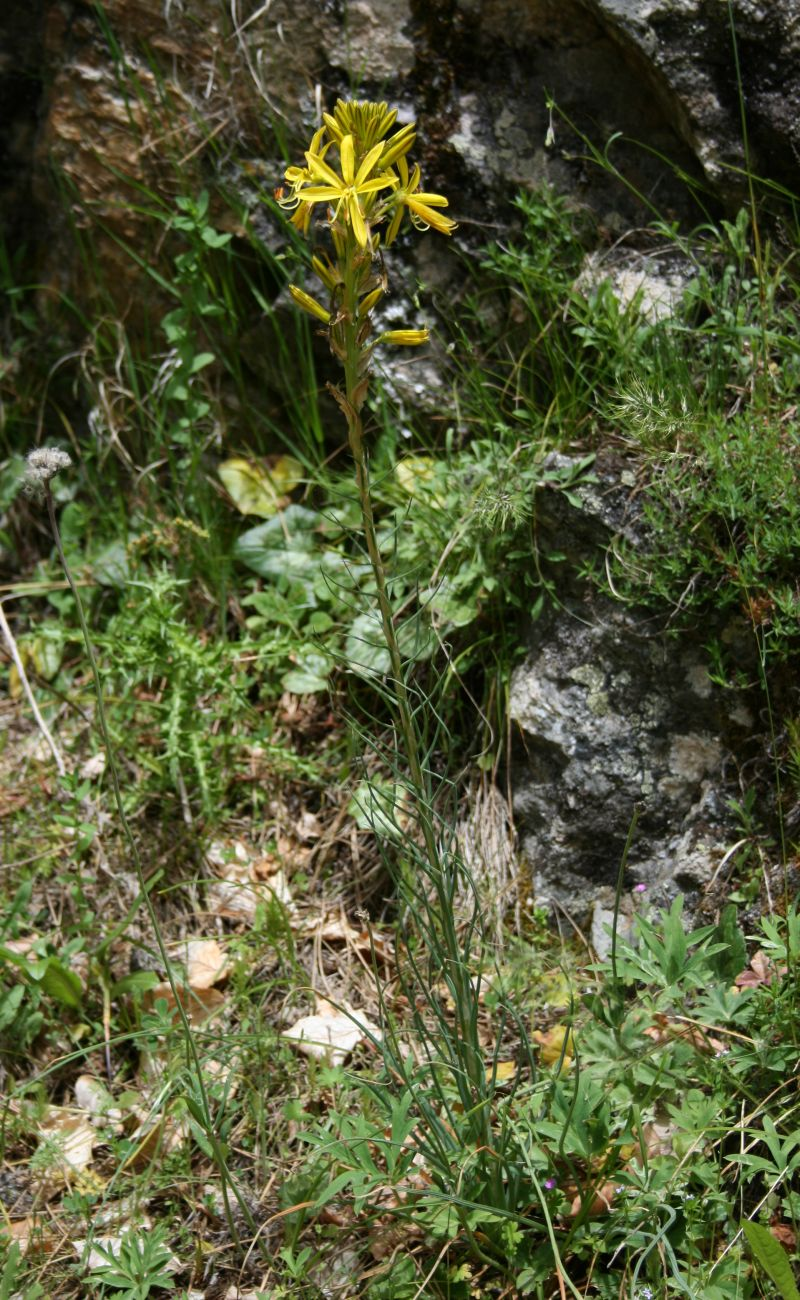
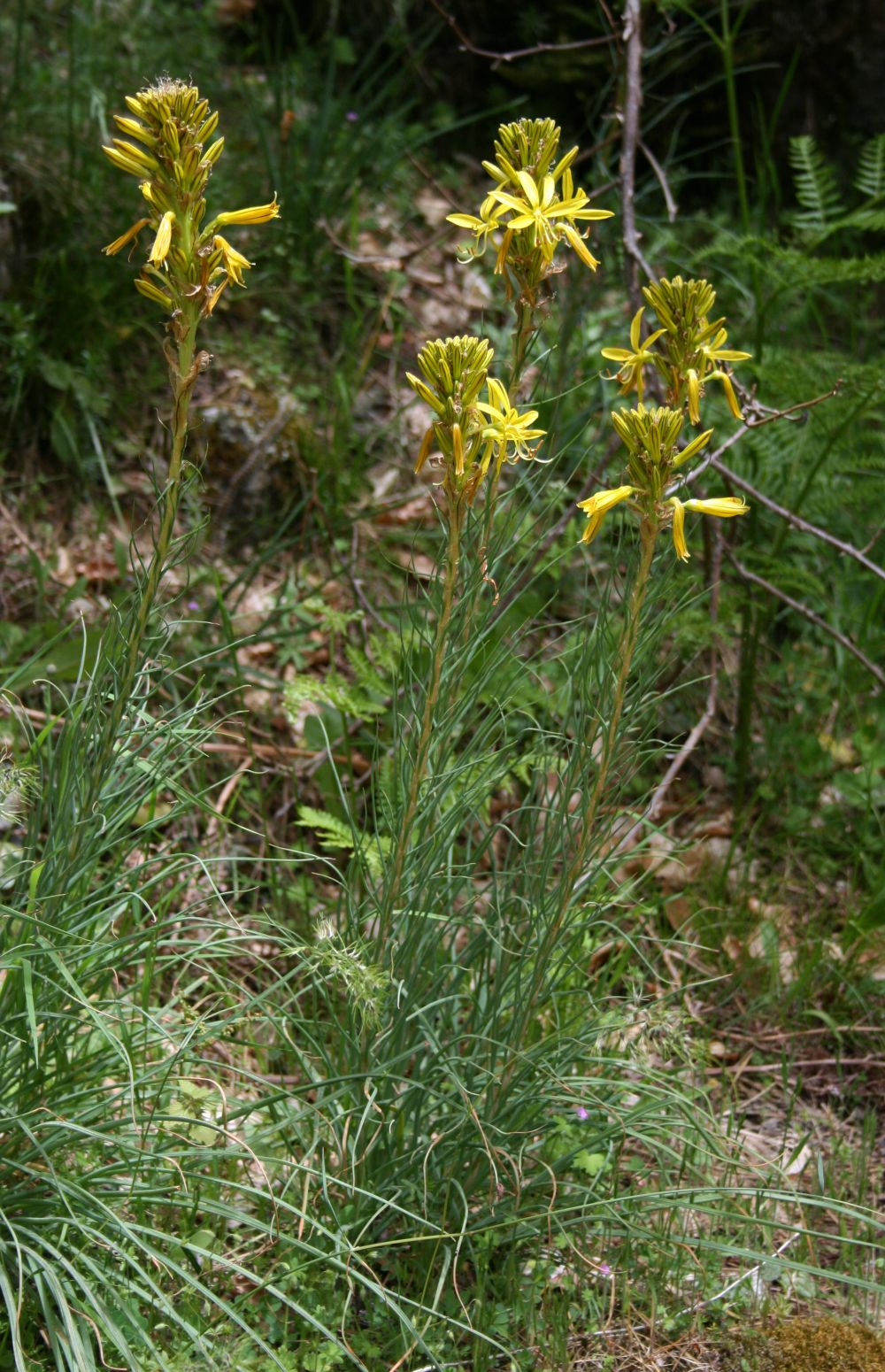
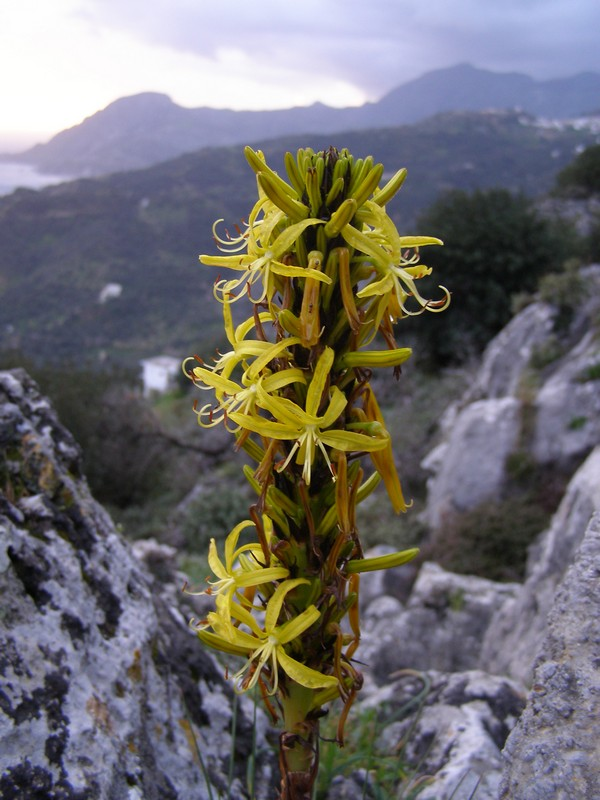
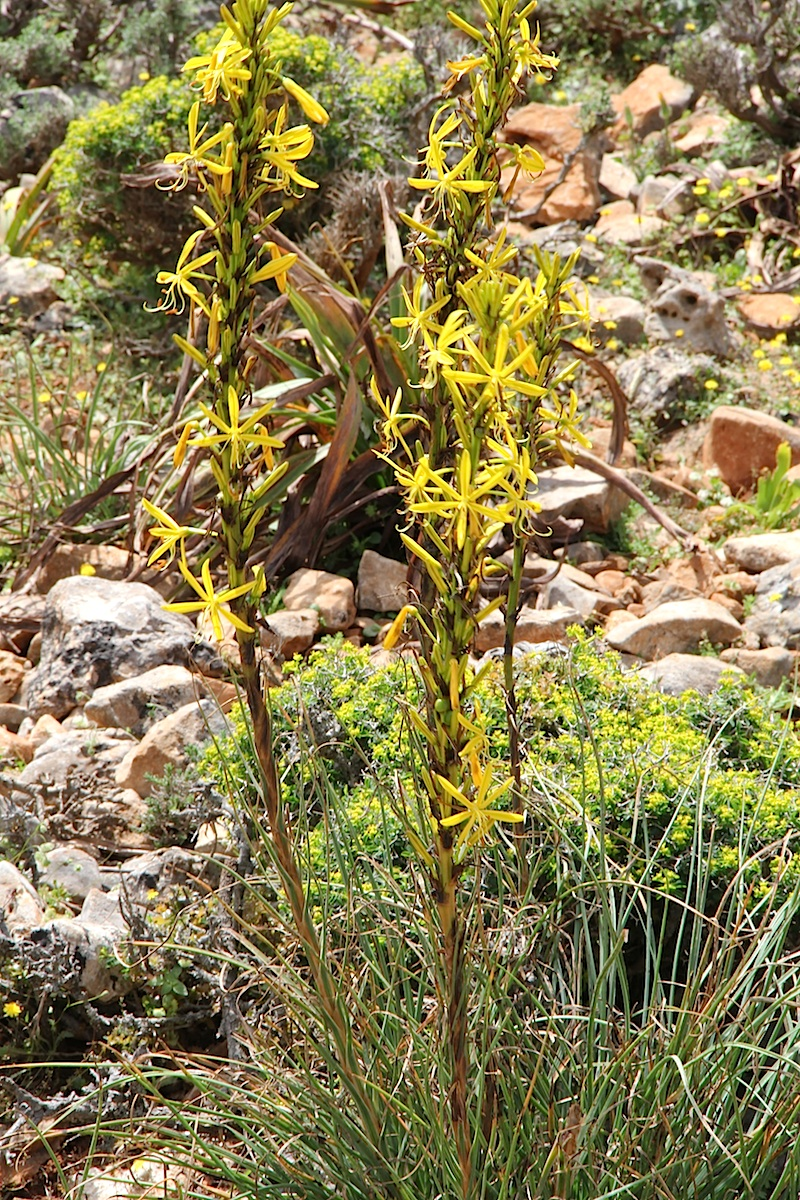